# Rancho de Tío Juan
Rancho de Tío Juan är en ort i Mexiko.   Den ligger i kommunen Topia och delstaten Durango, i den centrala delen av landet, 1 000 km nordväst om huvudstaden Mexico City. Rancho de Tío Juan ligger 2 163 meter över havet och antalet invånare är 182.
Terrängen runt Rancho de Tío Juan är huvudsakligen bergig, men åt sydväst är den kuperad. Runt Rancho de Tío Juan är det mycket glesbefolkat, med 3 invånare per kvadratkilometer. Närmaste större samhälle är Topía, 8,7 km söder om Rancho de Tío Juan. I omgivningarna runt Rancho de Tío Juan växer i huvudsak blandskog.